# パシフィック エキスプレス
パシフィック エキスプレス（PACIFIC EXPRESS）は、マリンエキスプレスが運航していたフェリー。

## 概要
美々津丸の代船として三菱重工業下関造船所で建造され、1992年に川崎 - 日向の京浜航路に就航した。竣工当時は通年での航海速力において世界最速のカーフェリーであった。
旧船美々津丸が旅客中心の仕様であったことから、トラックの輸送量が限られている状況を勘案しトラック重視の仕様としつつも船内は気品さと優雅さのあるデザインとした。また川崎港の岸壁を考慮し世界初の降下式ランプ兼用のバウバイザー「ダウンバイザー」を船首に取り入れた。
1994年には宮崎側のターミナルに宮崎港を追加しフェニックス エキスプレスと共に日向・宮崎の隔日運航を実施。2002年には宮崎航路を高知港、日向航路を那智勝浦港へ途中寄港を開始した。
2005年経営悪化による京浜航路休止に伴い海外売却。韓国・C&CRUISE社「KC RAINBOW」として平沢 - 日照航路、2010年に韓国・グランドフェリー社「Secomaru」、2013年から2015年に中国・日照海通班輪「日照東方」、2016年からメキシコ・BAJA FERRIES「BAJA STARS」として運航。

### 航路
マリンエキスプレス
- 川崎港 - 日向細島港（1992年 - 2005年 当初毎日運航・1994年より週3便・2002年より週1往復）
- 川崎港 - 宮崎港（1994年 - 2005年 当初週4往復・2002年より宮崎発のみ週2便）
- 川崎港 - 高知港 - 宮崎港（2002年 - 2005年 川崎発週3便・宮崎発週1便）
- 川崎港 - 那智勝浦港 - 日向港（2002年 - 2005年 週2往復）

C&CRUISE
- 平沢港 - 日照港（2005年 - 2010年）

グランドフェリー
- 釜山港 - 門司港（2010年）

日照海通班輪
- 平沢港 - 日照港（2013年 - 2015年）

BAJA FERRIES
- トポロバンポ - ラパス（2016年 - 2023年）
- ラパス - マサトラン（2016年 - 2023年）

VENTOURIS FERRIES
- バーリ - ドゥラス（2025年 -）

## 船内
船内は「エーゲ海をのぞむギリシア神殿」をイメージし、臙脂色を基調としたものとした。旅客設備は「Relaxation」をキーワードとした演出とし、一般客とトラックドライバーの区域の分離や旅客一人当たりの専有面積の拡大を図り快適さを高めた。
Aデッキ
- 特等室（2名×2室）
- 展望サロン
- 1等室（2名×10室）
- 2等寝台和室（4名×4室）
- 展望通路 - 大理石床やエンタシス調の柱をあしらう[4]。
- イベントホール（131席） - 神殿をイメージし大理石張りの円形ダンスフロアや神殿風の柱やステージをあしらう[4]。
- カフェテリア・レストラン（138席）[4]
- ドライバーレストラン（46席）

Bデッキ
- 2等寝台和洋室（洋室 4名×10室）
- 2等指定室（18名×18室・12名×1室 二段ベッド）
- 2等和室（16名×3室・75名×1室・40名×1室・15名×1室）
- ミーティングルーム（40名・2等和室使用可）
- ドライバールーム（6名×11室 一段ベッド）
- エントランス - 夕日に染まった神殿をイメージしたインテリアとした[4]。
- 案内所
- 売店
- ゲームコーナー
- カードルーム
- 展望浴室
- ドライバー展望浴室

車両甲板
- Cデッキ：トラック・乗用車兼用区画
- Dデッキ：トラック搭載区画
- 第2甲板：乗用車搭載区画